# Marius Cottier
Pour les articles homonymes, voir Cottier (homonymie).
Marius Cottier, né le 14 avril 1937 à Jaun (originaire du même lieu) et mort le 7 mars 2019, est une personnalité politique du canton de Fribourg, en Suisse, membre du Parti démocrate-chrétien.
Il est conseiller d'État de 1977 à 1991, à la tête de la Direction de l'instruction publique et des cultes.

## Biographie
Il est catholique et germanophone.